# フアン・マルティン・デル・ポトロ
フアン・マルティン・デル・ポトロ（Juan Martín del Potro, 1988年9月23日 - ）は、アルゼンチン・タンディル出身の元男子プロテニス選手。イタリア系アルゼンチン人。ATPランキング自己最高位はシングルス3位、ダブルス105位。これまでにATPツアーでシングルス22勝、ダブルス1勝を挙げている。身長198cm。右利き、バックハンド・ストロークは両手打ち。
2009年全米オープン男子シングルス優勝者。グランドスラム1大会でロジャー・フェデラーとラファエル・ナダルの両方に勝利した初の選手であり、2005年全仏から2013年全米までのグランドスラム35大会中唯一のBIG4以外の優勝者である。
アルゼンチン人2番目・オープン化以降5番目に若い全米オープン優勝者（20歳11か月）。ロンドンオリンピック銅メダリスト、リオデジャネイロオリンピック銀メダリスト。2009年ATPワールドツアー・ファイナルシングルス準優勝。デビスカップ2016優勝。2018年BNPパリバ・オープン男子シングルス優勝。2018年全米オープン男子シングルス準優勝。

## 選手経歴

### ジュニア時代
デルポトロは父親が元セミプロのラグビー選手で獣医、母親が教師という家庭に育ち、7歳からテニスを始めた。ジュニア選手時代は、2002年にオレンジボウル国際テニス選手権（ジュニアテニス選手の登龍門と言われる大会）の14歳以下の部で優勝している。

### 2003年 プロ転向
2003年から男子ツアー下部組織の大会群を転戦し始める。

### 2006年 トップ100入り
2006年全仏オープンで4大大会にデビューする。同年10月「ジャパン・オープン・テニス選手権で、ティム・ヘンマンとの3回戦まで勝ち進んだ。年間最終ランキングは92位。

### 2007年 トップ50入り
2007年から男子テニス国別対抗戦・デビスカップアルゼンチン代表選手に選ばれる。デ杯代表入りの後、7月のインディアナポリス・テニス選手権で男子ツアーのダブルス初優勝を達成。この年は全米オープン3回戦でノバク・ジョコビッチに挑戦した。年間最終ランキングは44位。

### 2008年 ツアー初優勝 トップ10入り
7月、メルセデス・カップでツアー初優勝を飾る。これを皮切りに4大会連続優勝を達成。ランキングは急上昇し、第17シードとして出場した全米オープンの4回戦では錦織圭を6-3, 6-4, 6-3で下した。準々決勝で第6シードのアンディ・マリーに6-7, 6-7, 6-4, 5-7で敗れるまで、デルポトロのメルセデス・カップからの連勝記録は23を記録した。
9月、デビスカップ準決勝の対ロシア戦で、デルポトロはシングルスの試合で2勝をあげ、アルゼンチンの決勝進出に大きく貢献した。10月のジャパン・オープン・テニス選手権では決勝に進出。決勝戦ではトマーシュ・ベルディハに1-6, 4-6で敗れて準優勝になった。
この年の快進撃を受けて、デルポトロは年間ランキング上位8名しか出場資格を得られない男子ツアー年最終戦のテニス・マスターズ・カップの出場権を初めて手にした。
11月、デビスカップ決勝の対スペイン戦では第2試合のシングルスに出場するが、フェリシアーノ・ロペスに敗れる。最終結果はアルゼンチンの2勝3敗となり、アルゼンチンのホームグラウンドでの優勝は叶わなかった。年間最終ランキングは9位。

### 2009年 全米初優勝 全仏ベスト4 ATPファイナルズ準優勝
年頭のハイネケン・オープンで優勝。全豪オープンでは第8シードに選ばれ準々決勝まで進出するが、第2シードのロジャー・フェデラーに3-6, 0-6, 0-6と完敗した。全仏オープンでは、4大大会で初めての準決勝に進出し再びフェデラーと対戦。完敗した全豪オープンとは異なり、6-3, 6-7, 6-2, 1-6, 4-6のフルセットの激戦にて敗れる。王者フェデラーとの実力差は接近しており、次回を期待される一戦となった。
8月のレッグ・メーソン・テニス・クラシック大会で優勝し、この大会2連覇を達成。続くカナダ・マスターズ大会ではマスターズの大会で初めて決勝に進出するが、アンディ・マリーに7-6, 6-7, 1-6でフルセットで敗退した。この時の疲労が大きかったため、続くシンシナティ・マスターズは欠場した。その後に開催された 全米オープンでは順調に勝ち進み、準決勝でラファエル・ナダルを6-2, 6-2, 6-2で下し、グランドスラム大会で初めての決勝に進出する。決勝戦の対戦相手は全米オープン6連覇を狙うフェデラーであった。試合はフルセットに及び、3-6, 7-6(5), 4-6, 7-6(4), 6-2のスコアで、それまで6連敗していたフェデラーに対して初勝利し優勝を手にした。デルポトロは同じグランドスラムの大会でフェデラーとナダルの両方に勝利した最初の選手となり、20歳11か月での優勝は史上5番目に若く、アルゼンチン男子選手としては1977年のギリェルモ・ビラス以来32年ぶりの全米優勝者となった。
また、前年に続き出場した ATPワールドツアー・ファイナルでは、ラウンドロビンを突破し、準決勝でロビン・セーデリングを6–7(1), 6–3, 7–6(3)で下し決勝に進出。決勝戦ではニコライ・ダビデンコに3–6, 4–6で敗れ準優勝となった。
2009年は、2005年以降4年に渡って時代を代表してきたフェデラー/ナダル2強に対して、次世代No.1を目指す若手選手達(2008年全豪オープン優勝 ジョコビッチ、2009年全仏オープン準優勝 セーデリング、2009年全米オープン優勝デルポトロ、2009年最終戦優勝 ダビデンコ、2008年全米オープン準優勝マリー)が台頭、競り始めた年であるが、当時デルポトロは、この若手の中で最も実績をあげ、 ジョコビッチ/マリー以上に期待された年となった。年間最終ランキングは5位。
　

### 2010年 1度の目の故障 トップ250圏外
全豪オープンは4回戦でマリン・チリッチに敗退。以降は手首の怪我により戦線離脱し、5月に右手首の手術を受けている。9月のタイ・オープン、10月のジャパン・オープン・テニス選手権で復帰したが初戦敗退に終わり、以降試合出場を2010年は見合わせている。年間最終ランキングは258位。
　

### 2011年 ATPカムバック賞 デビス杯準優勝 トップ15復帰
全豪オープンでは2回戦でマルコス・バグダティスに1-6, 3-6, 6-4, 3-6で敗退した。
2月のデルレイビーチ国際テニス選手権でヤンコ・ティプサレビッチを6–4, 6–4で破り2009年全米オープン以来のツアー8勝目を挙げた。
全仏オープンは、3回戦でノバク・ジョコビッチに3-6, 6-3, 3-6, 2-6で敗れた。ウィンブルドンは4回戦でラファエル・ナダルに6-7(6), 6-3, 6-7(4), 4-6で敗れた。全米オープンでも3回戦でジル・シモンに6-4, 6-7(5), 2-6, 6-7(3)で敗れたが、最終ランキングは11位まで戻し、ATPアワード・カムバック賞を受賞した。
12月のスペインとのデビスカップ決勝では、ダビド・フェレールに2-6, 7-6(2), 6-3, 4-6, 3-6のフルセットで敗れた。1勝2敗で後がなくなった第4試合のラファエル・ナダル戦でも6-1, 4-6, 1-6, 6-7(0)で敗れアルゼンチンは悲願の初優勝を逃し、準優勝を飾った。年間最終ランキングは11位。

### 2012年 ロンドン五輪銅メダル

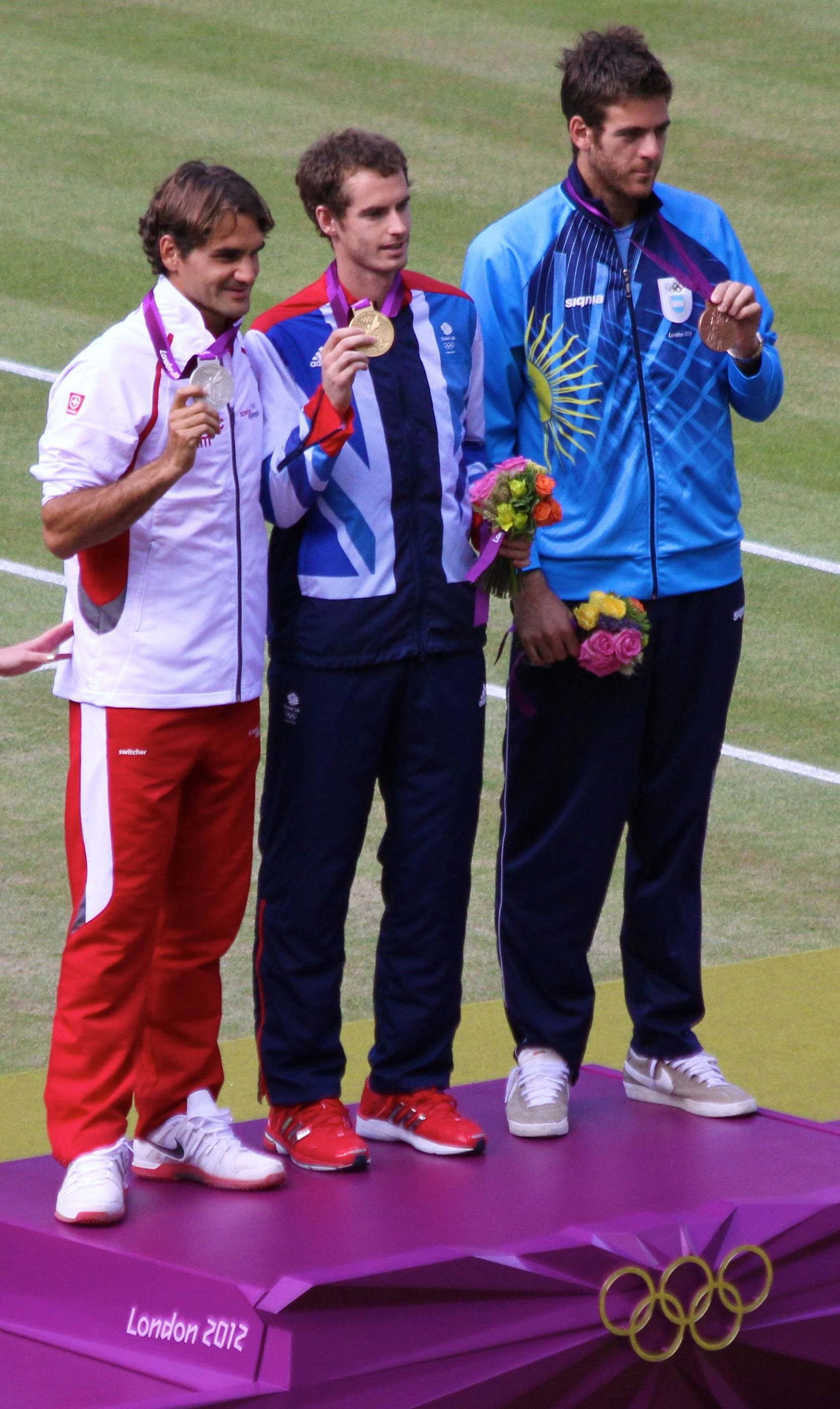
ロンドンオリンピック のメダル授与式にて (右からデル・ポトロ、 アンディ・マレー 、ロジャー・フェデラー)

全豪オープンでは3年ぶりにベスト8に進出。準々決勝でロジャー・フェデラーに4-6, 3-6, 2-6で敗れた。2月にオープン13ではミカエル・ロドラを下し、キャリア10勝目を飾った。5月のエストリル・オープンではリシャール・ガスケを下しシーズン2勝目を挙げた。全仏オープンでは準々決勝でフェデラーに6-3, 7-6, 2-6, 0-6, 3-6とフルセットで敗れる。ウィンブルドンでは4回戦でダビド・フェレールにストレートで敗退し、2年連続4回戦敗退となった。
8月のロンドンオリンピックでは準決勝でフェデラーに6-3, 6-7, 17-19の大接戦で敗れるも、3位決定戦でノバク・ジョコビッチを破り銅メダルを獲得した。全米オープンでは4回戦でアンディ・ロディックに勝利しロディックの現役引退試合を受け持った。準々決勝ではジョコビッチにストレートで敗れベスト8敗退となった。
10月開催のバンク・オーストリア・テニス杯ではグレガ・ゼムリャを破りシーズン3勝目を挙げ、翌週のスイス・インドアでは決勝で、7連敗を喫していたフェデラーを6-4, 6-7, 7-6の接戦の末破り、2週連続トーナメント優勝を果たした。年間最終ランキングは7位。

### 2013年 ウィンブルドンベスト4
BNPパリバ・オープンでは第7シードで出場。4回戦でトミー・ハース、準々決勝でアンディ・マリー、準決勝でノバク・ジョコビッチを破り決勝進出。決勝ではラファエル・ナダルに敗れ準優勝となる。上海マスターズでは準決勝でラファエル・ナダルを破るも決勝でノバク・ジョコビッチに敗退した。
ウィンブルドンにて、芝で下したことのなかったダビド・フェレールを準々決勝で破り、1セットも落とすことのないまま自身初のベスト4入りを果たす。しかしながら、第1シードのノバク・ジョコビッチに5-7, 6-4, 6-7(2), 7-6(8), 3-6という4時間43分の大激闘の末敗れ、決勝進出はならなかった。年間最終ランキングは5位。

### 2014年 2度目の故障 トップ100位圏外
2014年2月のドバイ・テニス選手権で怪我を負い、3月に左手首の手術を受ける。その後2014年のツアーは全て欠場した。年始は5位だった世界ランキングもトップ100圏外に後退。年間最終ランキングは137位。

### 2015年 故障継続 世界585位
2015年1月にはシドニー国際で約11ヶ月ぶりとなるツアー復帰を果たし、ミハイル・ククシュキンとの準々決勝まで進出するが、全豪オープンを欠場し、痛みを取り除く手術を受けた。3月26日マイアミ・オープンで復帰するも1回戦でバセク・ポシュピシルに敗れた。2015年6月19日、3度目の左手首の手術を終えたことをFacebookで報告した。年間最終ランキングは590位。

### 2016年 五輪銀メダル デビス杯初優勝
2月のデルレイビーチ・オープンでの復帰を果たすと、準々決勝でジェレミー・シャルディーに勝利し、2年1ヶ月ぶりのツアー準決勝進出を果たす。準決勝でサム・クエリーに5-7, 5-7で敗れた。BNPパリバ・マスターズでは、2回戦に進出し、第6シードのトマーシュ・ベルディハと対戦し、6-7(4), 2-6で敗れた。マイアミ・オープンでも2回戦に進出するもで同国のオラシオ・セバジョスに敗れた。
クレーシーズンに入ると、BMWオープンではベスト8に進出。マドリード・オープンでは1回戦で第14シードのドミニク・ティエムに7-6(5), 6-3で勝利。2回戦でジャック・ソックに敗れた。全仏オープンは芝シーズンに備えるため欠場を表明した。その芝シーズンではメルセデス・カップの準々決勝で第4シードのジル・シモンを破って準決勝進出した。ウィンブルドンでグランドスラムに復帰。1回戦でステファン・ロベールに6-1, 7-5, 6-0で勝利。2回戦では世界ランク5位のスタン・ワウリンカを3-6, 6-3, 7-6(2), 6-3で破り3回戦に進出。3回戦でリュカ・プイユに敗れた。リオ五輪のシングルスの1回戦では、前回ロンドン五輪の3位決定戦の再現となった世界ランク1位のノバク・ジョコビッチとの一戦を7-6(4), 7-6(2)で制した。その後ロンドン五輪に続き、ベスト4入りを果たす。準決勝でラファエル・ナダルに5-7, 6-4, 7-6(5)で勝利し、決勝進出。決勝でアンディ・マリーに5-7, 6-4, 2-6, 5-7で敗れ、銀メダルを獲得した。
全米オープンではディエゴ・シュワルツマン、第19シードスティーブ・ジョンソン、第11シードダビド・フェレール、第8シードドミニク・ティエムに勝利し、ベスト8進出。準々決勝で第3シードスタン・ワウリンカに6-7(5), 6-4, 3-6, 2-6で敗れた。デビスカップ準決勝のイギリス戦でマリーに6-4, 5-7, 6-7(5), 6-3, 6-4で勝利し、アルゼンチンの決勝進出に貢献した。10月の上海マスターズでは1回戦でダビド・ゴフィンに敗れたが、翌週のストックホルム・オープンでは決勝でジャック・ソックを破り、2年9ヶ月ぶりのツアー優勝を果たす。スイス・インドアでは準々決勝で錦織圭に敗れた。デビスカップ決勝ではクロアチアと対戦。第1試合でイボ・カロビッチに6-4, 6-7(6), 6-3, 7-5で勝利。第3試合のダブルスでは6-7(2), 6-7(4), 3-6で敗北。あとがなくなった第4試合ではマリン・チリッチに第1,2セットを取られ追い詰められるも、そこから逆転し、6-7(4), 2-6, 7-5, 6-4, 6-3で勝利。運命の第5試合でフェデリコ・デルボニスがカロビッチに勝利し、アルゼンチンはデビスカップ初優勝を果たした。
年間最終ランキングは38位となり、2度目のATPアワード・カムバック賞を受賞した。

### 2017年 全米ベスト4
全豪オープンは体調不良のため欠場。2月のデルレイビーチ・オープンで復帰し、準決勝まで進出。5月のBNLイタリア国際では、3回戦で第7シード錦織圭をストレートで下し、久々にMSで準々決勝に進出した。準々決勝では第2シードのノバク・ジョコビッチに敗れた。全仏オープンは3回戦で第1シードのマリーに7-6(8), 7-5, 6-0で敗れた。
全米オープンは、4回戦でドミニク・ティームにマッチポイント2本握られながら1-6, 2-6, 6-1, 7-6(1), 6-4で破り、2年連続で準々決勝に進出する。準々決勝、全米では8年ぶりとなる第3シードのロジャー・フェデラーとの対決を7-5, 3-6, 7-6(8), 6-4で制する。しかし準決勝では第1シードのラファエル・ナダルに第1セットを先取するも6-4, 0-6, 3-6, 2-6で敗れた。上海マスターズ3回戦では第3シードのアレクサンダー・ズベレフに3-6, 7-6, 6-4で勝利。しかし準決勝でフェデラーにフルセットの末破れた。翌週のストックホルム・オープンは決勝でグリゴール・ディミトロフに6-4, 6-2で勝利し、大会2連覇とツアー通算20勝を達成。更に次の週のスイス・インドアでは、準決勝で第2シードマリン・チリッチを下し決勝進出。しかし決勝ではまたしてもフェデラーに敗れた。久々の最終戦出場はならなかったが、年間ランキングで11位まで回復した。

### 2018年 マスターズ初優勝 全米準優勝 世界3位

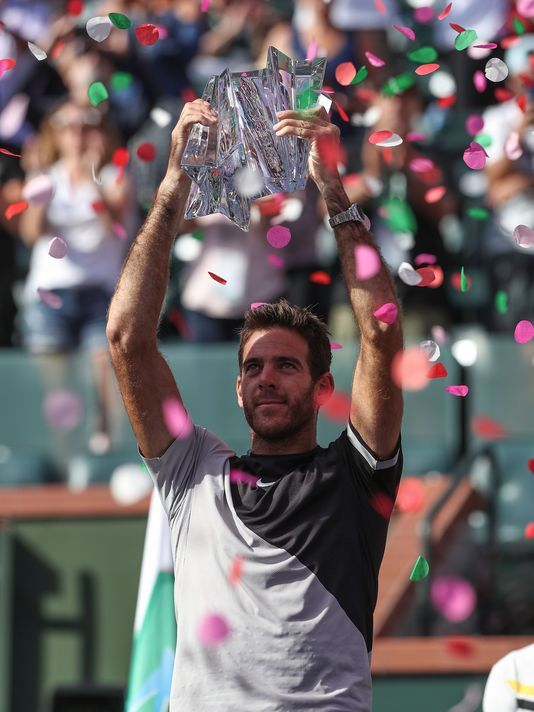
2018年BNPパリバ・オープンでマスターズ初優勝

1月のASBクラシックで準優勝し、1月15日付のランキングで2014年8月以来のTOP10復帰を果たした。全豪オープンでは3回戦で第19シードのトマーシュ・ベルディハに敗れた。メキシコ・オープンでは、世界6位のドミニク・ティエム、5位のアレクサンダー・ズベレフ、8位のケビン・アンダーソンといった、自らより上位の選手に対し三連勝を成し遂げ優勝。3月のBNPパリバ・オープンでマスターズ1000で4回目の決勝進出、決勝で第1シードのロジャー・フェデラーに6-4, 6-7(8), 7-6(2)で勝利し、マスターズ1000初優勝を果たした。続くマイアミ・オープンでは準決勝で第14シードのジョン・イズナーに敗れ、サンシャインダブル達成はならなかった。
クレーシーズンはマドリード・オープンから出場。ここでは3回戦でドゥサン・ラヨビッチにフルセットで敗退した。続くローマ・マスターズでは3回戦でダビド・ゴフィンと対戦したが、左足の痛みの為途中棄権した。
6月、不安を抱えて迎えた全仏オープンでは4回戦でジョン・イズナー、準々決勝でマリン・チリッチを破り、2009年以来のベスト4入り。準決勝では第1シードのラファエル・ナダルにストレートで敗れた。大会後のランキングでキャリアハイに並ぶ4位となり、TOP5復帰を果たした。
グラスコートシーズンではクイーンズ・クラブ選手権からの出場を予定していたが休養の為出場を辞退した。ウィンブルドン選手権では第5シードとして出場した。ベテランのフェリシアーノ・ロペスや元世界ランキング6位のフランスのジル・シモンらを破り、ベスト8進出。準々決勝では世界ランキング1位で同大会2度の優勝者で第2シードのラファエル・ナダルと対戦。5-7,7-6(9-7),6-4,4-6,4-6のフルセット、4時間47分にも及ぶ激闘の末敗れた。自身2度目のベスト4進出はならなかった。
8月第1週のロス・カボス・オープンに出場し、決勝でファビオ・フォニーニに4-6,2-6のストレートで敗退した。
カナダ・マスターズには第3シードとしてエントリーしたが、左手首の不調を理由に出場を辞退した。その後、前年優勝者のアレクサンダー・ズベレフが準々決勝で敗れたことにより、大会後の自己ランキングを3位に上げ、キャリアハイを約8年ぶりに更新した。第4シードとして出場したシンシナティ・マスターズでは鄭現、ニック・キリオスらを下し準々決勝まで進出したが、ダビド・ゴフィンに敗れ、2013年以来の準決勝進出を逃した。
全米オープンでは第3シードとして出場し、1回戦から4回戦まですべてストレートで勝ち上がり、準々決勝では第11シードで地元アメリカのジョン・イズナーに第1セットをタイブレークの末先取されるも、そこから3セット連取の逆転勝ちで2年連続ベスト4進出を決めた。準決勝では前年優勝者で世界ランキング1位のラファエル・ナダルと対戦。7-6,6-2と2セットアップでリードしたところでナダルが棄権し、9年ぶり2度目のグランドスラム決勝進出を果たした。
しかし、迎えた決勝では第6シードのノバク・ジョコビッチに6-4,7-6,6-3のストレートで敗れ9年ぶり2度目の優勝とはならなかった。
10月第1週のチャイナ・オープンにトップシードで出場しアルベルト・ラモス＝ビノラス、カレン・ハチャノフ、フィリップ・クライノビッチらを下して決勝に進出したが、ジョージアの新星ニコロズ・バシラシビリに4-6, 4-6のストレートで敗れた。上海マスターズには第3シードとして出場したが、3回戦のボルナ・チョリッチ戦において右膝蓋骨の骨折を負い、棄権した。デル・ポトロはこの時点で2013年以来となるATPファイナルズ出場を決めていたが、この怪我の影響で出場を辞退した。
膝の負傷で2018年を終えることになったが、マスターズ初優勝、2009年以来のグランドスラム決勝進出、世界ランキング3位を記録するなど好調なシーズンであった。年間勝率78.33%(47–13)、年間最終ランキングは5位。

### 2019年 3度目の故障 トップ100圏外
1月は膝の治療に専念し、全豪オープンの出場を辞退することをSNS上で伝えた。2月のデルレイビーチ・オープンで復帰。全仏オープンは4回戦でカレン・ハチャノフに敗れた。クイーンズ・クラブ選手権1回戦・デニス・シャポバロフ戦の終盤に足を滑らせて再び右膝蓋骨を骨折し、手術を受けた。その後出場はなく、世界ランキングも100位圏外に落ちた。年間最終ランキングは122位。

### 2020-21年 手術による長期離脱 世界758位
手術から回復しても痛みが引かず、テニスはおろか日常生活にも支障をきたす程だったことから、2020年1月27日に右膝の再手術を受ける。それでもなお痛みが続いたため2度目の再手術を行い、12月からは再生治療を受けることになった。さらに2021年の3月にシカゴで再手術。世界ランキングは758位まで大後退した。

### 2022年 復帰・ランキング消滅
2月のアルゼンチン・オープンで2年8か月ぶりにツアー復帰。試合前には引退示唆ともとれる発言をしていた中で、1回戦で同胞のフェデリコ・デルボニスに1-6, 3-6で敗戦。最後のサービスゲームでは感情を抑えきれず、涙を拭うしぐさも見られた。「もしも今日が最後の試合になっても僕は満足だ」などとコメントした。そして出場予定だった翌週の大会は欠場したが、月末に現役続行のためスイスの病院で再治療を受ける決断をしたと報じられた。

### 2024年 現役引退
デル・ポトロは12月2日に、地元アルゼンチンのブエノスアイレスで開催されたノバク・ジョコビッチとのエキシビションマッチを最後に現役を引退した。

## プレースタイル

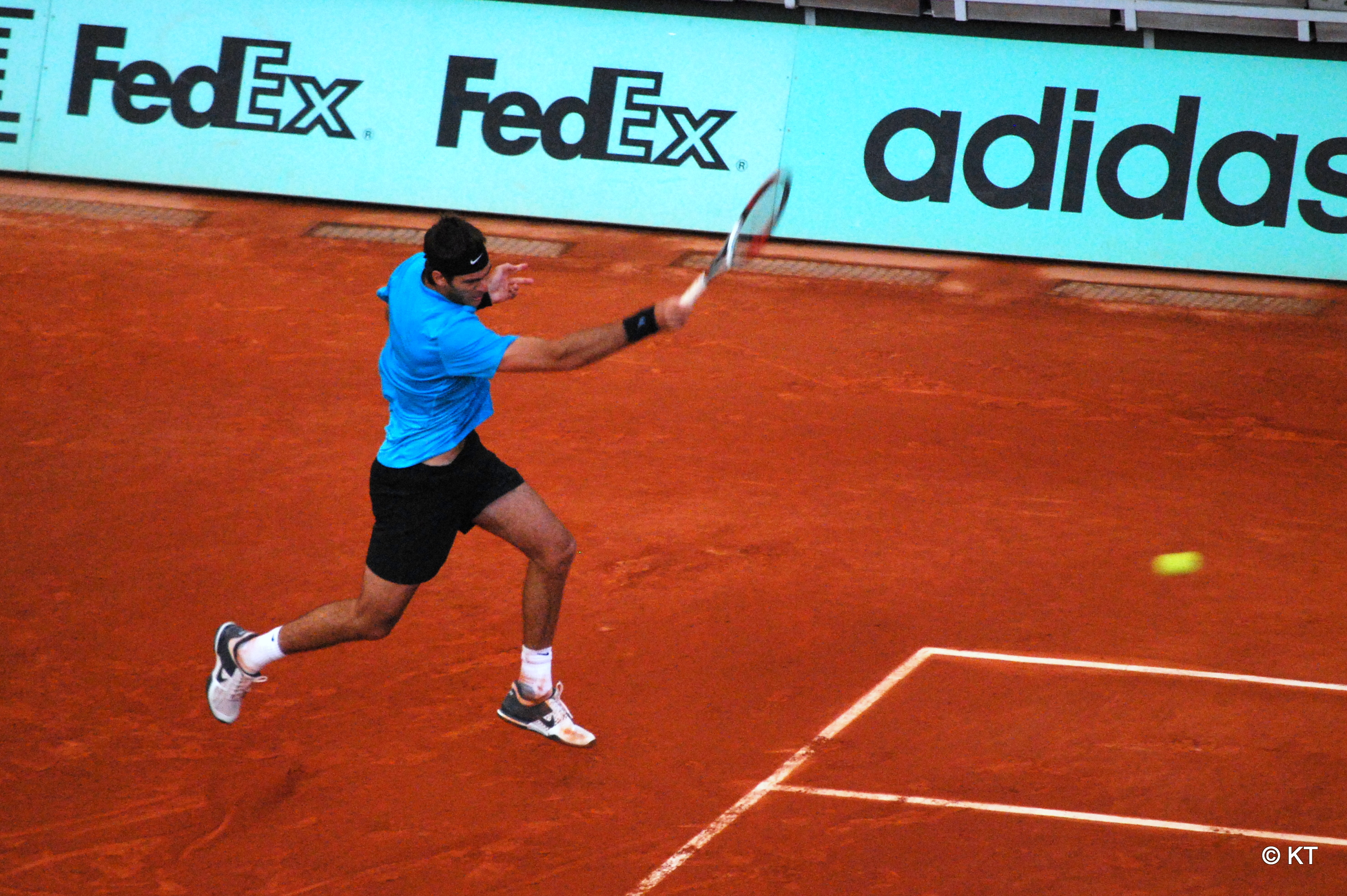
代名詞の強烈なフォアハンドストロークを放つデルポトロ

パワフルなサーブ、深いフラットとトップスピンのグランドストロークが武器のアグレッシブ・ベースライナー。武器であるフォアハンドは160km/hにも達し、両手バックハンドも安定感がある。守備も非常にミスが少なく片手バックハンドスライスも良い。また、198cmの長身から平均200km/h・最高236km/hのサーブを放ち、高いトップスピンボールの返球も苦にしない。
2016年に3度目の復帰を迎えてからは、手首の負担を減らすため両手バックハンドのハードヒットのペースを大幅に減らし、片手バックハンドスライスを多用するようになった。
2018年にはスライスに加え、ドロップショットやロブショットも積極的に使い、より戦術的なプレーを展開するようになった。

## 主要大会決勝

### グランドスラム決勝

#### シングルス: 2 (1タイトル, 1準優勝)
| 結果   | 年     | 大会         | サーフェス | 対戦相手             | スコア                            |
| ------ | ------ | ------------ | ---------- | -------------------- | --------------------------------- |
| 優勝   | 2009年 | 全米オープン | ハード     | ロジャー・フェデラー | 3-6, 7-6(7-5), 4-6, 7-6(7-4), 6-2 |
| 準優勝 | 2018年 | 全米オープン | ハード     | ノバク・ジョコビッチ | 3-6, 6-7(4–7), 3-6                |

### ワールドツアー・ファイナル決勝

#### シングルス: 1 (1準優勝)
| 結果   | 年     | 大会     | サーフェス    | 対戦相手             | スコア   |
| ------ | ------ | -------- | ------------- | -------------------- | -------- |
| 準優勝 | 2009年 | ロンドン | ハード (室内) | ニコライ・ダビデンコ | 3-6, 4-6 |

### ATPマスターズ1000

#### シングルス:4 (1タイトル, 3準優勝)
| 結果   | 年     | 大会                 | サーフェス | 対戦相手             | スコア                   |
| ------ | ------ | -------------------- | ---------- | -------------------- | ------------------------ |
| 準優勝 | 2009年 | モントリオール       | ハード     | アンディ・マリー     | 7-6(7-4), 6-7(3-7), 1-6  |
| 準優勝 | 2013年 | インディアンウェルズ | ハード     | ラファエル・ナダル   | 6-4, 3-6, 4-6            |
| 準優勝 | 2013年 | 上海                 | ハード     | ノバク・ジョコビッチ | 1-6, 6-3, 6-7(3-7)       |
| 優勝   | 2018年 | インディアンウェルズ | ハード     | ロジャー・フェデラー | 6-4, 6-7(8-10), 7-6(7-2) |

### オリンピックメダル

#### シングルス: 2 (1銀メダル, 1銅メダル)
| 結果   | 年     | 大会                 | サーフェス | 対戦相手             | スコア             |
| ------ | ------ | -------------------- | ---------- | -------------------- | ------------------ |
| 3位    | 2012年 | ロンドン五輪         | 芝         | ノバク・ジョコビッチ | 7-5, 6-4           |
| 準優勝 | 2016年 | リオデジャネイロ五輪 | ハード     | アンディ・マリー     | 5-7, 6-4, 2-6, 5-7 |

### デビスカップ

#### 優勝 (1)
| 年     | アルゼンチン | ラウンド/相手 |
| ------ | --- | --- |
| 2016年 | フアン・マルティン・デル・ポトロ フェデリコ・デルボニス ギド・ページャ レオナルド・マイエル フアン・モナコ カルロス・ベルロク レンソ・オリボ | 1R: ポーランド 2-3 アルゼンチン · QF: イタリア 1-3 アルゼンチン · SF: イギリス 2-3 アルゼンチン · F: クロアチア 2-3 アルゼンチン |

## ATPツアー決勝進出結果

### シングルス: 35回 (22勝13敗)
| 大会グレード                    |
| グランドスラム (1–1)            |
| ATPファイナルズ (0–1)           |
| ATPツアー・マスターズ1000 (1–3) |
| オリンピック (0–1)              |
| ATPツアー500 (9–4)              |
| ATPツアー250 (11–3)             |

| サーフェス別タイトル |
| ハード (18–13)       |
| クレー (4–0)         |
| 芝 (0–0)             |
| カーペット (0–0)     |

| 結果   | No. | 決勝日         | 大会                 | サーフェス    | 対戦相手                         | スコア                            |
| ------ | --- | -------------- | -------------------- | ------------- | -------------------------------- | --------------------------------- |
| 優勝   | 1.  | 2008年7月13日  | シュトゥットガルト   | クレー        | リシャール・ガスケ               | 6-4, 7-5                          |
| 優勝   | 2.  | 2008年7月20日  | キッツビュール       | クレー        | ユルゲン・メルツァー             | 6-2, 6-1                          |
| 優勝   | 3.  | 2008年8月10日  | ロサンゼルス         | ハード        | アンディ・ロディック             | 6-1, 7-6(7-2)                     |
| 優勝   | 4.  | 2008年8月17日  | ワシントンD.C.       | ハード        | ビクトル・トロイツキ             | 6-3, 6-3                          |
| 準優勝 | 1.  | 2008年10月5日  | 東京                 | ハード        | トマーシュ・ベルディハ           | 1-6, 4-6                          |
| 優勝   | 5.  | 2009年1月17日  | オークランド         | ハード        | サム・クエリー                   | 6-4, 6-4                          |
| 優勝   | 6.  | 2009年8月9日   | ワシントンD.C.       | ハード        | アンディ・ロディック             | 3-6, 7-5, 7-6(8-6)                |
| 準優勝 | 2.  | 2009年8月16日  | モントリオール       | ハード        | アンディ・マリー                 | 7-6(7-4), 6-7(3-7), 1-6           |
| 優勝   | 7.  | 2009年9月14日  | 全米オープン         | ハード        | ロジャー・フェデラー             | 3-6, 7-6(7-5), 4-6, 7-6(7-4), 6-2 |
| 準優勝 | 3.  | 2009年11月29日 | ロンドン             | ハード (室内) | ニコライ・ダビデンコ             | 3-6, 4-6                          |
| 優勝   | 8.  | 2011年2月27日  | デルレイビーチ       | ハード        | ヤンコ・ティプサレビッチ         | 6-4, 6-4                          |
| 優勝   | 9.  | 2011年5月1日   | エストリル           | クレー        | フェルナンド・ベルダスコ         | 6-2, 6-2                          |
| 準優勝 | 4.  | 2011年10月30日 | ウィーン             | ハード (室内) | ジョー＝ウィルフリード・ツォンガ | 7-6(7-5), 3-6, 4-6                |
| 準優勝 | 5.  | 2012年2月19日  | ロッテルダム         | ハード (室内) | ロジャー・フェデラー             | 1-6, 4-6                          |
| 優勝   | 10. | 2012年2月26日  | マルセイユ           | ハード (室内) | ミカエル・ロドラ                 | 6-4, 6-4                          |
| 優勝   | 11. | 2012年5月6日   | エストリル           | クレー        | リシャール・ガスケ               | 6-4, 6-2                          |
| 優勝   | 12. | 2012年10月21日 | ウィーン             | ハード (室内) | グレガ・ゼムリャ                 | 7-5, 6-3,                         |
| 優勝   | 13. | 2012年10月28日 | バーゼル             | ハード (室内) | ロジャー・フェデラー             | 6-4, 6-7(5-7), 7-6(7-3)           |
| 優勝   | 14. | 2013年2月17日  | ロッテルダム         | ハード (室内) | ジュリアン・ベネトー             | 7-6(7-2), 6-3                     |
| 準優勝 | 6.  | 2013年3月17日  | インディアンウェルズ | ハード        | ラファエル・ナダル               | 6-4, 3-6, 4-6                     |
| 優勝   | 15. | 2013年8月4日   | ワシントンD.C.       | ハード        | ジョン・イスナー                 | 3-6, 6-1, 6-2                     |
| 優勝   | 16. | 2013年10月6日  | 東京                 | ハード        | ミロシュ・ラオニッチ             | 7-6(7-5), 7-5                     |
| 準優勝 | 7.  | 2013年10月13日 | 上海                 | ハード        | ノバク・ジョコビッチ             | 1-6, 6-3, 6-7(3-7)                |
| 優勝   | 17. | 2013年10月27日 | バーゼル             | ハード (室内) | ロジャー・フェデラー             | 7-6(7-3), 2-6, 6-4                |
| 優勝   | 18. | 2014年1月11日  | シドニー             | ハード        | バーナード・トミック             | 6-3, 6-1                          |
| 準優勝 | 8.  | 2016年8月14日  | リオデジャネイロ五輪 | ハード        | アンディ・マリー                 | 5-7, 6-4, 2-6, 5-7                |
| 優勝   | 19. | 2016年10月23日 | ストックホルム       | ハード (室内) | ジャック・ソック                 | 7-5, 6-1                          |
| 優勝   | 20. | 2017年10月22日 | ストックホルム       | ハード (室内) | グリゴール・ディミトロフ         | 6-4, 6-2                          |
| 準優勝 | 9.  | 2017年10月29日 | バーゼル             | ハード (室内) | ロジャー・フェデラー             | 7-6(7-5), 4-6, 3-6                |
| 準優勝 | 10. | 2018年1月13日  | オークランド         | ハード        | ロベルト・バウティスタ・アグート | 1-6, 6-4, 5-7                     |
| 優勝   | 21. | 2018年3月3日   | アカプルコ           | ハード        | ケビン・アンダーソン             | 6-4, 6-4                          |
| 優勝   | 22. | 2018年3月18日  | インディアンウェルズ | ハード        | ロジャー・フェデラー             | 6-4, 6-7(8-10), 7-6(7-2)          |
| 準優勝 | 11. | 2018年8月5日   | ロス・カボス         | ハード        | ファビオ・フォニーニ             | 4-6, 2-6                          |
| 準優勝 | 12. | 2018年9月9日   | 全米オープン         | ハード        | ノバク・ジョコビッチ             | 3-6, 6-7(4-7), 3-6                |
| 準優勝 | 13. | 2018年10月7日  | 北京                 | ハード        | ニコロズ・バシラシビリ           | 4-6, 4-6                          |

### ダブルス: 1回 (1勝0敗)
| 結果 | No. | 決勝日        | 大会               | サーフェス | パートナー         | 対戦相手                                  | スコア           |
| ---- | --- | ------------- | ------------------ | ---------- | ------------------ | ----------------------------------------- | ---------------- |
| 優勝 | 1.  | 2007年7月30日 | インディアナポリス | ハード     | トラビス・パロット | ティムラズ・ガバシュビリ イボ・カロビッチ | 3-6, 6-2, [10-6] |

## 4大大会優勝
- 全米オープン：1勝（2009年）〔準優勝1度：2018年〕

| 年     | 大会         | 対戦相手             | 試合結果                |
| ------ | ------------ | -------------------- | ----------------------- |
| 2009年 | 全米オープン | ロジャー・フェデラー | 3-6, 7-6, 4-6, 7-6, 6-2 |

## 成績

### 4大大会シングルス
略語の説明
| W | F | SF | QF | #R | RR | Q# | LQ | A | Z# | PO | G | S | B | NMS | P | NH |

W=優勝, F=準優勝, SF=ベスト4, QF=ベスト8, #R=#回戦敗退, RR=ラウンドロビン敗退, Q#=予選#回戦敗退, LQ=予選敗退, A=大会不参加, Z#=デビスカップ/BJKカップ地域ゾーン, PO=デビスカップ/BJKカッププレーオフ, G=オリンピック金メダル, S=オリンピック銀メダル, B=オリンピック銅メダル, NMS=マスターズシリーズから降格, P=開催延期, NH=開催なし.
| 大会           | 2005 | 2006 | 2007 | 2008 | 2009 | 2010 | 2011 | 2012 | 2013 | 2014 | 2015 | 2016 | 2017 | 2018 | 2019 | 2020 | 2021 | 2022 | 2023 | 2024 | 通算成績 |
| -------------- | ---- | ---- | ---- | ---- | ---- | ---- | ---- | ---- | ---- | ---- | ---- | ---- | ---- | ---- | ---- | ---- | ---- | ---- | ---- | ---- | -------- |
| 全豪オープン   | A    | A    | 2R   | 2R   | QF   | 4R   | 2R   | QF   | 3R   | 2R   | A    | A    | A    | 3R   | A    | A    | A    | A    | A    | A    | 19–9     |
| 全仏オープン   | A    | 1R   | 1R   | 2R   | SF   | A    | 3R   | QF   | A    | A    | A    | A    | 3R   | SF   | 4R   | A    | A    | A    | A    | A    | 22–9     |
| ウィンブルドン | A    | A    | 2R   | 2R   | 2R   | A    | 4R   | 4R   | SF   | A    | A    | 3R   | 2R   | QF   | A    | NH   | A    | A    | A    | A    | 21–9     |
| 全米オープン   | LQ   | 1R   | 3R   | QF   | W    | A    | 3R   | QF   | 2R   | A    | A    | QF   | SF   | F    | A    | A    | A    | A    | A    | A    | 35–9     |

### オリンピック
| 大会             | 2008 | 2012 | 2016 | 2021 | 2024 | 通算成績 |
| ---------------- | ---- | ---- | ---- | ---- | ---- | -------- |
| 夏期オリンピック | A    | B    | S    | A    | A    | 10–2     |

### 大会最高成績
| 大会                 | 成績 | 年               |
| -------------------- | ---- | ---------------- |
| ATPファイナルズ      | F    | 2009             |
| インディアンウェルズ | W    | 2018             |
| マイアミ             | SF   | 2009, 2018       |
| モンテカルロ         | 3R   | 2013             |
| マドリード           | SF   | 2009, 2012       |
| ローマ               | QF   | 2009, 2017, 2019 |
| カナダ               | F    | 2009             |
| シンシナティ         | SF   | 2012, 2013       |
| 上海                 | F    | 2013             |
| パリ                 | QF   | 2009, 2013       |
| オリンピック         | S    | 2016             |
| デビスカップ         | W    | 2016             |
| ATPカップ            | A    | 出場なし         |

### ランキング
| 大会               | 2006 | 2007 | 2008 | 2009 | 2010 | 2011 | 2012 | 2013 | 2014 | 2015 | 2016 | 2017 | 2018 | 2019 | 2020 | 2021 | 2022 | 2023 |
| ------------------ | ---- | ---- | ---- | ---- | ---- | ---- | ---- | ---- | ---- | ---- | ---- | ---- | ---- | ---- | ---- | ---- | ---- | ---- |
| 年間最終ランキング | 92   | 44   | 9    | 5    | 258  | 11   | 7    | 5    | 138  | 585  | 38   | 11   | 5    | 122  | 157  | 756  | -    | -    |